# Лагани III (Катанцаро)
Лагани III је насеље у Италији у округу Катанцаро, региону Калабрија.
Према процени из 2011. у насељу је живело 108 становника. Насеље се налази на надморској висини од 84 м.